# Papaver lisae
Papaver lisae är en vallmoväxtart som beskrevs av Nikolaj Adolfovitj Busj. Papaver lisae ingår i släktet vallmor, och familjen vallmoväxter. Inga underarter finns listade i Catalogue of Life.